# نئو سولار پاور
نئو سولار پاور (انگلیسی: Neo Solar Power) شرکت الکترونیک تایوانی است، که در سال ۲۰۰۵ تأسیس شد.